# Pimelea avonensis
Pimelea avonensis är en tibastväxtart som beskrevs av B.L. Rye. Pimelea avonensis ingår i släktet Pimelea och familjen tibastväxter. Inga underarter finns listade i Catalogue of Life.